# قسطرة الغسيل الكلوي

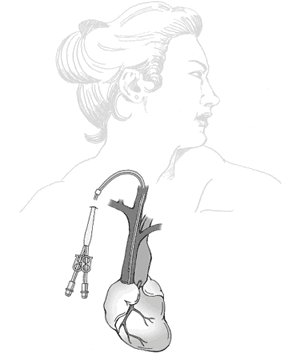
قسطرة الغسيل الكلوي

قسطرة الغسيل الكلوي هي قسطرة تستخدم لنقل الدم من وإلى جهاز غسيل الكِلى والمريض.
تحتوي قسطرة غسيل الكلى على تجويفين: الوريدي والشرياني، وعلى الرغم من وجود كلا التجويفين داخل الوريد، إلا أن تجويف «الشرايين»، يمثل وظيفة الشرايين الطبيعية، إذ يحمل الدم بعيداً عن القلب، في حين أن التجويف «الوريدي» يحمل الدم نحو القلب. يسحب تجويف الشرايين (ذو اللون الأحمر عادة) الدم من المريض ويحمله إلى آلة غسيل الكلى، في حين يحمل التجويف الوريدي (الأزرق عادةً) الدم إلى المريض (من آلة غسيل الكلى). وتتراوح معدلات تدفق القسطرة غسيل الكلى بين 200 و 500 مل/دقيقة.
تستخدم قسطرة غسيل الكلى المزمن إذا كان المريض يتطلب غسيل الكلى على المدى الطويل، وتحتوي القساطر المزمنة على كفة بولي إيثيلين تيرفثالات تُغرز تحت الجلد بسمك حوالي 3-8 سم، ويعتقد أن يحتوي التجويف على حاجز يجول دون العدوى. تعتبر قسطرة غسيل الكلى المقسومة الطرفين القسطرة الأكثر شعبيةً التي تباع في الأسواق اليوم، تتكون تلك القسطرة من اثنين من الأطراف الحرة.

## تركيب القسطرة
تُركب القسطرة في واحدة من الأوردة الكبيرة، يعتبر الوريد الأجوف العلوي هو أكثر الأماكن المستخدمة في الغسيل الكلوي. يتم الوصول إلى الوريد الأجوف العلوي عن طريق الوريد الوداجي الباطن في الرقبة (يستخدم الجانب الأيمن في معظم الأحيان)، ثم تدفع القسطرة لأسفل نحو الصدر. بدلًا من ذلك، يمكن تركيب القسطرة عبر وريد تحت ترقوة. تعتبر أوردة الفخذ خيار أدنى، لأن أوردة الفخذ الموقع أكثر عرضةً للعدوى، بالإضافة إلى أن المريض لا يمكنه الجلوس بشكل مستقيم.

## المضاعفات
تشمل المضاعفات الشائعة لقسطرة غسيل الكلى التخثر، والعدوى، وانثناء القسطرة. يعتبر عدم تحديد موقع الطرف الشرياني للقسطرة طوليًا والأطراف الوريدية أفقيًا واحدة من أكثر أخطاء تركيب قسطرة الغسيل الكلوي شيوعًا. يجب تحديد موقع الطرف الشرياني والأطراف الوريدية للقسطرة، لأن معظم القساطر تصنع من البلاستيك، الأمر الذي يسبب انثناء القسطرة في محاولة لأخذ شكلها الطبيعي مرة أخرى. إذا تم وضع الطرف الشرياني أفقيًا، فإنه يضغط على جدار الوريد، أو يضغط حتى على حافة مدخل الأذين، نفس تأثير خرطوم المكنسة الكهربائية عند تنظيف الستائر. يؤدي هذا إلى قصور في كفاءة عملية الغسيل الكلوي، إذ أن الدم سيتم تنظيفه مرةً بعد أخرى. يجب أن يكون معدل ضخ الدم في قسطرة غسيل الكلى 30 سم مكعب أو أكبر للحفاظ على تجويف مفتوح للقسطرة. وينبغي تعليق السوائل الوريدية بمعدل 30 سم مكعب لكل ساعة إذا استخدمت كوسيلة لإمداد المريض بالسوائل.

## الناسور مقابل القسطرة
يٌفضل استخدام الناسور على القسطرة عند إجراء عملية الغسيل الكلوي عند التعامل مع مرضى الفشل الكلوي المزمن،
لتجنب خطر التهاب الشغاف، وتجرثم الدم، والحجز بالمستشفى، والموت.